# Tyrrell 001
La Tyrrell 001 fu la prima monoposto realizzata dal team Tyrrell. Corse durante le stagioni di Formula 1 1970 e 1971 sostituendo la March 701 usata fino a quel momento dalla squadra.
Progettata da Derek Gardner e realizzata in alluminio, fu utilizzata da Jackie Stewart in quattro Gran Premi tra il 1970 ed il 1971 debuttando con una pole-position al Gran Premio del Canada 1970. Una seconda pole fu conquistata sempre da Stewart al Gran Premio del Sud Africa 1971. A fine stagione il pilota statunitense Peter Revson corse il Gran Premio degli Stati Uniti.

## Piloti
- Jackie Stewart -  Regno Unito
- Peter Revson -  Stati Uniti